# Raphael Mechoulam
Raphael Mechoulam, né le 5 novembre 1930 à Sofia (Bulgarie) et mort le 9 mars 2023 à Jérusalem (Israël), est un chimiste israélien, connu pour avoir isolé en 1964 l'un des cannabinoïdes du cannabis, le tétrahydrocannabinol (THC). 
Il est l'un des pionniers de l'utilisation médicale du cannabis.

## Biographie
Raphael Mechoulam est un chercheur israélien largement reconnu comme le père de la recherche sur le cannabis. Ses découvertes ont jeté les bases de la compréhension scientifique du cannabis et de ses composés, les cannabinoïdes. En 1964, Mechoulam et son collègue Yechiel Gaoni ont été les premiers à isoler et décrire la structure chimique du tétrahydrocannabinol (THC), le principal composé psychoactif du cannabis. Cette découverte a ouvert la voie à de nombreuses autres recherches sur les cannabinoïdes.
Mechoulam a également été impliqué dans la découverte du système endocannabinoïde, un système de communication cellulaire crucial pour la régulation de diverses fonctions physiologiques. Ce système est composé de récepteurs cannabinoïdes, d'endocannabinoïdes et d'enzymes responsables de leur synthèse et dégradation. La compréhension du système endocannabinoïde a permis de mieux cerner les mécanismes d'action des composés du cannabis et leur importance pour la santé humaine et animale.
En plus du THC, Mechoulam et son équipe ont isolé le cannabidiol (CBD), un autre composé majeur du cannabis qui ne provoque pas d'effets psychoactifs. Le CBD a été étudié pour ses propriétés thérapeutiques, notamment dans le traitement de l'épilepsie, de l'anxiété et de la douleur. Les travaux de Mechoulam ont également conduit à la mise au point de médicaments à base de cannabinoïdes, tels que le dronabinol, le nabilone et le cannabidiol, utilisés pour traiter diverses affections.
Les découvertes de Mechoulam ont contribué à la légitimation de la recherche sur le cannabis et à l'émergence d'une industrie du cannabis médical et récréatif dans de nombreux pays. Aujourd'hui, de nombreux laboratoires à travers le monde se consacrent à la recherche sur le cannabis, et de nouveaux composés et applications thérapeutiques continuent d'être découverts.
L'héritage de Mechoulam se perpétue à travers les chercheurs et les institutions qui poursuivent l'étude des cannabinoïdes et du système endocannabinoïde. Les domaines de recherche prometteurs incluent l'étude des interactions entre les cannabinoïdes et les terpènes, le rôle des cannabinoïdes dans la régulation du système immunitaire et le développement de nouvelles variétés de cannabis avec des profils de cannabinoïdes spécifiques pour répondre aux besoins médicaux des patients.

## Prix internationaux décernés
- Prix Somach Sachs pour “best research by a scientist below 35 at the Weizmann Institute”, 1964.
- Distinguished Visiting Professorship, Ohio State University, Columbus (Ohio), 1982-1983.
- Pharmacology, Biochemistry and Behavior Nov. 1991 issue dedicated to R. Mechoulam for achievements in the cannabinoid field.
- Élu membre de l'Académie israélienne des sciences et lettres, 1994.
- Prix David R. Bloom, 1998, for “excellence in pharmaceutical research”, université hébraïque.
- The International Cannabinoid Research Society (ICRS) establishes an annual award to be named The R. Mechoulam Annual Award in Cannabinoid Research, 1999.
- Prix Israel in Exact Sciences – chemistry, 2000.
- Ariens Award and Lecture. 2000. Dutch Pharmacological Society sponsored by Solvay Pharmaceuticals. Amsterdam.
- Docteur honoris causa, université d'État de l'Ohio, Columbus (Ohio), 2001.
- Élu Honorary Member, Israel Society of Physiology and Pharmacology, 2002.
- Prix Heinrich-Wieland, to promote research on “lipids and related substances in the fields of Chemistry, Biochemistry, Physiology, and Clinical Medicine”, Munich, Allemagne, 2004.
- Prix Henrietta Szold for achievements in medical research, Tel-Aviv Municipality, juin 2005.
- Doctor honoris causa, Complutense University, Madrid, 2006. ECNP (European College of Neuropsychopharmacology), Lifetime Achievement Award, Paris, 2006.
- ICRS (International Cannabinoid Research Society) Special Award For lifetime achievements in the cannabinoid field, Cologne, Allemagne, 2007.
- Prix Israel Chemical Society for excellence in research, fév. 2009.
- Prix Medical Faculty à l'université hébraïque de Jérusalem for excellence in research, juin 2010.
- Eicosanoid Research Foundation Lifetime Achievement Award, Seattle (Washington), septembre 2011.
- NIDA Discovery Award, NIH, Bethesda, septembre 2011.
- Prix Rothschild par Keren Hanadiv (The Rothschild Family Foundation), Jérusalem (in the Knesset) 2012.
- Prix EMET – to be presented by the Prime Minister in November, 2012.